# VfV Borussia 06 Hildesheim
VfV Borussia 06 Hildesheim – niemiecki klub piłkarski z siedzibą w Hildesheim w kraju związkowym Dolna Saksonia.

## Historia
- 01.07.2003 – został założony jako VfV Borussia 06 Hildesheim (VfV Hildesheim połączył się z SV Borussia 06 Hildesheim).